# Ľudovít Rajter
Ľudovít Rajter est un chef d'orchestre, compositeur et enseignant slovaque, né le 30 juillet 1906 à Pezinok et mort le 6 juillet 2000 à Bratislava.

## Biographie
Il commence ses études de musique à Bratislava puis se rend en 1924 à l'Académie de musique de Vienne afin de se consacrer à la direction d'orchestre et à la composition. Ses professeurs sont les compositeurs Franz Schmidt et Joseph Marx, tandis qu'il dirige auprès de Clemens Krauss et Alexander Wunderer. En 1933, il part à Budapest étudier sous la direction d'Ernő Dohnányi.
De 1933 à 1945, il dirige l'Orchestre de la Radio de Budapest et enseigne à l'Académie de musique Franz-Liszt.
De 1949 à 1976, il retourne à Bratislava afin d'occuper les fonctions de chef de l'Orchestre philharmonique slovaque, précédemment créé par Václav Talich, et enseigner la direction d'orchestre à l'École supérieure de musique de Bratislava. De 1968 à 1976, il dirige également l'Orchestre de la Radio de Bratislava.

## Répertoire
Pendant plus de 60 ans de carrière, Rajter a acquis une réputation internationale considérable et s'est fait connaître aussi bien dans les salles de concert que par ses enregistrements qui incluent notamment les quatre symphonies de Franz Schmidt dont il essaye de réhabiliter une œuvre quelque peu mise à l'écart.